# Under Cover – Chapter One
Under Cover - Chapter One, también denominado Under Cover, es el quincuagésimo cuarto álbum de estudio del grupo alemán de música electrónica Tangerine Dream.
Publicado en 2010 por el sello Eastgate destaca en la discografía del grupo por ser su único álbum de versiones de conocidas canciones de género pop rock. Dada su temática y estilo, totalmente alejado de su trayectoria, ha cosechado valoraciones controvertidas aunque Tangerine Dream lo presentara como un álbum hecho "solo por diversión".

## Producción
Grabado en 2010 en los estudios Eastgate de Viena este disco de versiones contiene 14 temas de conocidos artistas interpretados al estilo electrónico de Tangerine Dream. Entre la selección de canciones figuran composiciones de David Bowie, R.E.M., Depeche Mode, Kraftwerk, Pink Floyd, Eagles, Chris Isaak, Leonard Cohen o The Beatles. Por su condición de álbum de versiones incluye un vocalista en 8 canciones, Chris Hausl, quien ya trabajara con el grupo en el disco Madcap's Flaming Duty (2007). De este modo se configura como otro producto atípico en la extensa discografía de la banda.

"El álbum, Under Cover, contiene 14 canciones. Desde «Cry Little Sister» y «Everybody Hurts», que son reelaboraciones decentes, hasta una genuinamente buena «Space Oddity», y una versión fascinante del brillante «The Model» de Kraftwerk, Tangerine Dream ha hecho un buen trabajo. Por supuesto necesitarás ser un fan de Tangerine Dream para apreciar lo que estás escuchando y el por qué algunos aspectos se han modificado para adaptarse al estilo del grupo (como «The Model» que pierde su ritmo techno constante para crear un estilo clásico)."
MARowe (musictap.com, 2013) 

La idea surgió en 2008, a partir de una broma del promotor estadounidense del grupo, quien les dijo que deberían hacer versiones de canciones de todos los tiempos que formaran parte del American Top 40, lo cual habría derivado en una apuesta, y finalmente en el disco. Aunque a lo largo de su trayectoria el grupo ha interpretado versiones instrumentales, principalmente en conciertos, de canciones como «Purple Haze» de Jimi Hendrix, «Eleanor Rigby», «Back In The U.S.S.R.» o «Tomorrow Never Knows» de The Beatles hasta la fecha nunca se planteó abordar un proyecto así.

"Hubo una apuesta entre el promotor estadounidense de Tangerine Dream y la banda en un pequeño restaurante de sushi en Los Ángeles durante la gira por la costa oeste de finales de 2008. El promotor bromeó preguntando cómo sonaría si TD grabara canciones de todos los tiempos del American Top 40. Después de una gran carcajada todos empezaron a darle vueltas al proyecto 'imposible'. (...) "Si lo hacéis tengo una buena oferta; si falláis todos tienen que recorrer la distancia de Los Ángeles a Las Vegas en bicicleta, así que es una apuesta". El resto es historia. Aquí está el proyecto 'solo por diversión' de TD: Under Cover"
Eastgate Music Shop (2010) 

Cada uno de los integrantes del grupo escogió 3 canciones con las que trabajar y, según la información del libreto, las elecciones fueron:
- Edgar Froese: «Everybody Hurts», «Space Oddity» y «Heroes»
- Thorsten Quaeschning: «Cry Little Sister», «Precious» y «Hallelujah»
- Linda Spa: «The Model», «Suzanne» y «Forever Young»
- Iris Camaa: «Wicked Game», «Hotel California» e «Iris»
- Bernhard Beibl: «Norwegian Wood (This Bird Has Flown)» y «Wish You Were Here»

## Lista de temas
| N.º   | Título               | Escritor(es)                                      | Duración |  |
| 1.    | «Cry Little Sister»  | Gerard McMahon Michael Mainieri                   | 5:40     |  |
| 2.    | «Everybody Hurts»    | William Berry Michael Stipe Mike Mills Peter Buck | 5:06     |  |
| 3.    | «Precious»           | Martin Gore                                       | 4:21     |  |
| 4.    | «Space Oddity»       | David Bowie                                       | 5:35     |  |
| 5.    | «The Model»          | Emil Schult Karl Bartos Ralf Hütter               | 5:30     |  |
| 6.    | «Wicked Game»        | Chris Isaak                                       | 4:29     |  |
| 7.    | «Hotel California»   | Don Felder Don Henley Glenn Frey                  | 7:39     |  |
| 8.    | «Suzanne»            | Leonard Cohen                                     | 5:24     |  |
| 9.    | «Heroes»             | Brian Eno David Bowie                             | 4:35     |  |
| 10.   | «Forever Young»      | Bernhard Lloyd Frank Mertens Marian Gold          | 5:41     |  |
| 11.   | «Iris»               | John Rzeznik                                      | 4:09     |  |
| 12.   | «Norwegian Wood»     | John Lennon Paul McCartney                        | 5:33     |  |
| 13.   | «Hallelujah»         | Leonard Cohen                                     | 6:19     |  |
| 14.   | «Wish You Were Here» | David Gilmour Roger Waters                        | 6:54     |  |
| 76:56 |                      |                                                   |          |  |

## Personal
- Edgar Froese - teclados, sintetizador, guitarra y producción
- Thorsten Quaeschning - teclados, sintetizador, piano, programación rítmica y voz en temas «Suzanne», «Norwegian Wood» y «Wish You Were Here»
- Linda Spa - saxo, flauta y voz
- Iris Camaa - batería, percusión y voz
- Bernhard Beibl - guitarra y violín
- Chris Hausl - voz solista